# Corazón salvaje (telenovela de 1977)
Corazón salvaje es la segunda versión en telenovela de la célebre historia de Caridad Bravo Adams, producida por segunda vez por Ernesto Alonso para Televisa en 1977. 
La telenovela fue protagonizada por Angélica María y Martín Cortés, y en los roles  antagónicos tuvo a Susana Dosamantes, Fernando Allende y Bertha Moss.

## Sinopsis
La historia se desarrolla en la isla de Martinica, situada en medio del mar Caribe, a principios del siglo XX, antes de la erupción del Monte Pelé en 1902. Francisco D'Autremont, hombre rico y dueño de grandes propiedades, se casa con Sofía, con quien tiene un hijo, Renato. También tiene un hijo ilegítimo, Juan, al que trae a vivir a su casa. Sofía nunca lo acepta y al morir su esposo lo echa de su casa. 
Luego de diez años Juan, ahora apodado Juan del Diablo es el dueño del barco Luzbel, lo acompaña un pequeño huérfano, Colibrí, y su tripulación. Doña Catalina, amiga de la Familia D'Autremont, regresa a Martinica con sus hijas, Mónica y Aimée. Aimée se compromete con Renato, aunque mantiene una relación sentimental secreta con Juan del Diablo. Mónica ama en secreto a Renato y al verse desengañada porque este prefiere a su hermana decide convertirse en una religiosa. 
Aimée se casa con Renato y al regresar Juan, continúan con su relación sin que este sepa. Mónica descubre el secreto de su hermana. Cuando Renato descubre todo, cree que Mónica es la amante de Juan y la obliga a casarse con él. Luego de muchas dificultades y malentendidos, Mónica y Juan llegan a amarse. Aimée, despreciada por su marido y amargada por el rechazo de Juan, muere al caer de un caballo. Renato, lleno de odio y rencor hacia Juan lo persigue. Luego de la erupción del volcán todo cambia. Renato pide perdón por sus errores. Mónica y Juan del Diablo, al fin juntos y felices se van a navegar en el Luzbel, acompañados del pequeño Colibrí.

## Elenco
- Angélica María - Mónica Molnar
- Martín Cortés - Juan del Diablo
- Susana Dosamantes - Aimée Molnar
- Fernando Allende - Renato D'Autremont
- Bertha Moss - Doña Sofía  viuda de D'Autremont
- Miguel Manzano - Pedro Noel
- Kiki Herrera Calles - Doña Catalina Molnar
- Lucy Tovar - Janina
- Socorro Avelar - Ana
- Jorge Vargas - Francisco D'Autremont
- Agustín Sauret - Bautista
- Raúl Vale - Adrián Lefevre
- Ernesto Marín - Colibrí
- Sergio Zuani - Segundo Duclós
- Consuelo Frank - Sor María Inés de la Concepción
- René Muñoz - Esteban
- Roberto Antúnez - Vice-secretario del Gobernador
- Carlos Argüelles - Juan (niño)
- Armando Alcázar - Renato (niño)
- Manuel Guízar - Dr. Alejandro Faber
- Eduardo Alcaraz - Padre Didier
- Tony Bravo - Charles Brighton
- Ernesto Alonso - Narrador
- Roberto Montiel - Gracian
- Pilar Souza
- Rosa Gloria Chagoyán - Delia
- Juan Diego Fernandez Viñas
- Ignacio Rubiell
- León Singer - Gobernador

## Banda sonora
- 1. Clarinero (instrumental)
- 2. Ternura de un amor salvaje (instrumental)
- 3. Amanecer (instrumental)
- 4. Vals en la menor (instrumental)
- 5. De vez en cuando (cantado por María José y Mario Sanabria)
- 6. Fue una vez (cantado por Armando Manzanero)
- 7. Pero juntos seremos mejor (coros)
- 8. Si está mi corazón en tus manos (poema de Sor Juana Inés de la Cruz cantado por María José)
- 9. Nace el sol (cantado por Graciela Fuentes y Mario Sanabria)
- 10. Amanecer (cantado por Armando Manzanero) (tema central)

## Versiones
- Corazón salvaje. Producida por Ernesto Alonso para Telesistema Mexicano (hoy Televisa) en 1966 y protagonizada por Julissa, Enrique Lizalde, Jacqueline Andere y Enrique Álvarez Félix.
- Corazón salvaje. Producida por José Rendón para Televisa en 1993 y protagonizada por Edith González, Eduardo Palomo, Ana Colchero y Ariel López Padilla. Considerada la versión más exitosa y reconocida a nivel internacional.
- Corazón salvaje. Producida por Salvador Mejía para Televisa en 2009 y protagonizada por Aracely Arámbula, Eduardo Yáñez y Cristián de la Fuente. Esta versión fue un híbrido con otra telenovela de época, Yo compro esa mujer, escrita por la cubana Olga Ruilópez y de la cual se realizó una versión mexicana en 1990, protagonizada por Leticia Calderón y Eduardo Yáñez.